# Paraumbit
Paraumbit ist ein sehr selten vorkommendes Mineral aus der Mineralklasse der „Silikate und Germanate“ mit der chemischen Zusammensetzung K3(H3O)Zr2[S3O9]2·≈2H2O und ist damit chemisch gesehen ein wasserhaltiges Kalium-Oxonium-Zirconium-Silikat.
Paraumbit kristallisiert im orthorhombischen Kristallsystem und entwickelt isometrische Kristalle bis etwa einem Millimeter Größe, kommt aber auch in derben Massen vor.
In reiner Form ist er farblos und durchsichtig. Durch vielfache Lichtbrechung aufgrund von Gitterbaufehlern oder polykristalliner Ausbildung kann er aber auch durchscheinend weiß bis silbrig weiß sein und durch Fremdbeimengungen eine graue, hellgrüne oder blassgelbe Farbe annehmen.

## Etymologie und Geschichte
Erstmals entdeckt wurde Paraumbit am in einem Natrolith-Gang am Südhang des Eweslogtschorr (Eveslogchorr) in den Chibinen in der Oblast Murmansk auf der russischen Halbinsel Kola. Beschrieben wurde das Mineral 1983 durch A. P. Khomyakov, A. A. Voronkov, Yu. S. Kobyashev und L. I. Polezhaeva, die das Mineral in Anlehnung an die enge strukturelle Ähnlichkeit zum Mineral Umbit benannten. Die Gitterparameter a und b der beiden Minerale sind fast identisch, allerdings ist der Gitterparameter c bei Paraumbit doppelt so lang wie der von Umbit, was mit dem griechischen Präfix παρά para ausgedrückt werden soll.
Typmaterial des Minerals wird im Geologischen Museum des Wissenschaftszentrums der Russischen Akademie der Wissenschaften in Apatity auf der Halbinsel Kola unter den Katalog-Nr. 5842 und 5843; im Mineralogischen Museum der Universität Sankt Petersburg unter der Katalog-Nr. 17065; im Bergbau-Museum der Staatlichen Bergbau-Universität Sankt Petersburg in Sankt Petersburg unter der Katalog-Nr. 1630/1; im Mineral Preserve Museum in Miass unter der Katalog-Nr. 13095vr und im Mineralogischen Museum der Russischen Akademie der Wissenschaften in Moskau unter den Katalog-Nr. 82760, vis3464, vis4544, vis4545 und vis5045 aufbewahrt.

## Klassifikation
Bereits in der veralteten, aber teilweise noch gebräuchlichen 8. Auflage der Mineralsystematik nach Strunz gehörte der Paraumbit zur Mineralklasse der „Silikate und Germanate“ und dort zur Abteilung der „Kettensilikate und Bandsilikate (Inosilikate)“, wo er zusammen mit Umbit die unbenannte Gruppe VIII/F.20 bildete.
Die seit 2001 gültige und von der International Mineralogical Association (IMA) verwendete 9. Auflage der Strunz’schen Mineralsystematik ordnet den Paraumbit ebenfalls in die Abteilung der „Ketten- und Bandsilikate“ ein. Diese ist allerdings weiter unterteilt nach der Struktur der Ketten, so dass das Mineral entsprechend seinem Aufbau in der Unterabteilung „Ketten- und Bandsilikate mit 3-periodischen Einfach- und Mehrfachketten“ zu finden ist, wo es ebenfalls zusammen mit Umbit die unbenannte Gruppe 9.DG.25 bildet.
Auch die vorwiegend im englischen Sprachraum gebräuchliche Systematik der Minerale nach Dana ordnet den Paraumbit in die Klasse der „Silikate und Germanate“, dort allerdings in die Abteilung der „Ringsilikate: Dreierringe“ ein. Hier ist er zusammen mit Umbit und Kostylevit in der Gruppe „Umbit und verwandte Arten“ mit der System-Nr. 59.02.01 innerhalb der Unterabteilung „Ringsilikate: Wasserhaltige Dreierringe“ zu finden.

## Kristallstruktur
Paraumbit kristallisiert orthorhombisch in der Raumgruppe P2cm (Raumgruppen-Nr. 28, Stellung 4) mit den Gitterparametern a = 10,34 Å; b = 13,29 Å; c = 14,55 Å sowie 4 Formeleinheiten pro Elementarzelle.

## Bildung und Fundorte
In den Chibinen bildete sich Paraumbit durch Verdrängung von Wadeit in Pegmatit. Als Begleitminerale treten hier neben Wadeit unter anderem noch Eudialyt, Gaidonnayit, Kalifeldspat, Natrolith und Pektolith auf.
Neben seiner Typlokalität Eweslogtschorr und dem dortigen Wadeitvorkommen trat das Mineral in Russland noch am Berg Koaschwa und im Flusstal des Wuonnemjok in den Chibinen auf.
Im Steinbruch Poudrette am Mont Saint-Hilaire im Südwesten der kanadischen Provinz Québec fand sich Paraumbit zusammen mit Gaidonnayit in umgewandelten Pegmatit- und Sodalith-Xenolithen im intrusiven alkalischen Gabbro-Syenit-Komplex.
Daneben konnte das Mineral bisher nur noch am Magnet Cove im Hot Spring County im US-Bundesstaat Arkansas entdeckt werden (Stand 2017).